# Scalenodontoides macrodontes
Lo scalenodontoide (Scalenodontoides macrodontes) è un terapside estinto, appartenente ai cinodonti. Visse nel Triassico superiore (Norico - Retico, circa 215 - 201 milioni di anni fa) e i suoi resti fossili sono stati ritrovati in Africa.

## Descrizione
Questo animale doveva essere lungo oltre un metro e mezzo, ed era munito di un corpo e di una testa massicci. Scalenodontoides era caratterizzato da un muso abbastanza corto, da grandi finestre parietali e da una mandibola molto robusta. Il cranio, in generale, assomigliava molto a quello dell'affine (e meglio conosciuto) Exaeretodon, ma era presente una piattaforma parietale trasversa che sovrastava l'occipite, una caratteristica unica tra i cinodonti. La mandibola era caratterizzata da una sinfisi massiccia obliqua, mentre gli incisivi erano inclinati verso l'avanti. I denti postcanini erano di grandi dimensioni, i più grandi per quanto riguarda i cinodonti non mammiferi, ed erano di forma rettangolare; la cuspide linguale dei postcanini era più elevata e più diretta all'indietro rispetto alla cuspide labiale; era presente un talonide. La scatola cranica richiamava quella di Diademodon.

## Classificazione
Scalenodontoides macrodontes venne descritto per la prima volta da Crompton ed Ellenberger sulla base di una mandibola isolata rinvenuta in terreni del Triassico superiore del Lesotho. Successivamente vennero attribuiti a questo animale altri fossili, tra cui un cranio parziale ben conservato (Gow e Hancox, 1993), provenienti dal Lesotho e dal Sudafrica.
Scalenodontoides è un rappresentante dei traversodontidi, un gruppo di terapsidi cinodonti piuttosto specializzati e dalle abitudini erbivore; in particolare Scalenodontoides sembrerebbe essere stato una forma particolarmente specializzata, affine al ben noto Exaeretodon (Kammerer et al., 2012).